# 二十四式太极拳
二十四式太极拳也称简化太极拳，是1956年国家体委为去除传统套路以门派、家族为本之色彩，减低传统太极的技击色彩，在北京组织太极拳老师（褚桂亭，傅鈡文，蔡龙云和张宇）以杨式太极拳为基础，去繁取精而创立。使之更适合可作为一种全民体育活动简化以利普及、推广，整套约为六分钟。

## 创编历史
1956年，国家体育主管部门编审武术教材《简化太极拳》。

## 招式
1. 起势
2. 左右野马分鬃
3. 白鹤亮翅
4. 左右搂膝拗步
5. 手挥琵琶
6. 左右倒卷肱
7. 左揽雀尾
8. 右揽雀尾
9. 单鞭
10. 云手
11. 单鞭
12. 高探马
13. 右蹬脚
14. 双峰贯耳
15. 转身左蹬脚
16. 左下势独立
17. 右下势独立
18. 左右穿梭
19. 海底针
20. 闪通臂
21. 转身搬拦捶
22. 如封似闭
23. 十字手
24. 收势[3][4]

## 对身体影响
二十四式太极拳运动能够改善腰椎间盘突出。

## 参看
- 太極
- 太极拳
- 太極拳論
- 楊氏太極拳
- 陳氏太極拳
- 四十二式太極拳